# Ciclismo nos Jogos Pan-Americanos de 1971
As competições de ciclismo nos Jogos Pan-Americanos de 1971 foram realizadas em Cali, Colômbia. Esta foi a sexta edição do esporte nos Jogos Pan-Americanos, tendo sido disputada apenas por homens.

## Masculino

### Corrida individual 1.000 m (Pista)
| POSIÇÃO | CICLISTA             |
| ------- | -------------------- |
|         | Leslie King (TRI)    |
|         | Daniel Larreal (VEN) |
|         | Víctor Limba (ARG)   |

### Contra o relógio individual 1.000 m (Pista)
| POSIÇÃO | CICLISTA             |
| ------- | -------------------- |
|         | Jocelyn Lowell (CAN) |
|         | Leslie King (TRI)    |
|         | Harold Halsey (USA)  |

### Perseguição individual de 4.000 m (Pista)
| POSIÇÃO | CICLISTA                      |
| ------- | ----------------------------- |
|         | Martín Emilio Rodríguez (COL) |
|         | Juan Merlos (ARG)             |
|         | Francisco Huerta (MEX)        |

### Perseguição por equipes de 4.000 m (Pista)
| POSIÇÃO | CICLISTA       |
| ------- | -------------- |
|         | Colômbia       |
|         | Argentina      |
|         | Estados Unidos |

### Corrida individual (Estrada)
| POSIÇÃO | CICLISTA                 |
| ------- | ------------------------ |
|         | John Howard (USA)        |
|         | Luis Carlos Flores (BRA) |
|         | Jaime Galeano (COL)      |

### Contra o relógio por equipes (Estrada)
| POSIÇÃO | CICLISTA  |
| ------- | --------- |
|         | Cuba      |
|         | Colômbia  |
|         | Argentina |

## Quadro de medalhas
| Ordem | País                  | Medalha de ouro | Medalha de prata | Medalha de bronze |    |
| ----- | --------------------- | --------------- | ---------------- | ----------------- | -- |
| 1     | COL Colômbia          | 2               | 1                | 1                 | 4  |
| 2     | TRI Trinidad e Tobago | 1               | 1                |                   | 2  |
| 3     | USA Estados Unidos    | 1               |                  | 2                 | 3  |
| 4     | CAN Canadá            | 1               |                  |                   | 1  |
|       | CUB Cuba              | 1               |                  |                   | 1  |
| 6     | ARG Argentina         |                 | 2                | 2                 | 4  |
| 7     | BRA Brasil            |                 | 1                |                   | 1  |
|       | VEN Venezuela         |                 | 1                |                   | 1  |
| 9     | MEX México            |                 |                  | 1                 | 1  |
| TOTAL | TOTAL                 | 6               | 6                | 6                 | 18 |

## Ligação externa
- Jogos Pan-Americanos de 1971